# Mihai Olteanu
Mihai Olteanu est un footballeur roumain né le 14 avril 1980.

## Carrière
- 1999-00 : Dacia Mioveni  Roumanie
- 2000-01 : Dacia Mioveni  Roumanie
- 2001-02 : Dacia Mioveni  Roumanie
- 2002-03 : Dacia Mioveni  Roumanie
- 2003-04 : Dacia Mioveni  Roumanie
- 2004-05 : Dacia Mioveni  Roumanie
- 2005-06 : Dacia Mioveni  Roumanie
- 2006-07 : Dacia Mioveni  Roumanie
- 2007-08 : Dacia Mioveni  Roumanie